# Enrico II di Orléans-Longueville

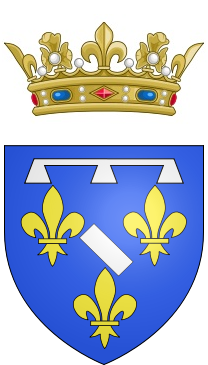
Lo stemma dei duchi di Longueville.

Enrico II di Orléans-Longueville, detto anche Enrico II di Valois-Longueville (6 aprile 1595 – 11 maggio 1663), fu principe del sangue e pari di Francia, duca di Longueville, d'Estouteville e di Coulommiers, principe e sovrano di Neuchâtel e di Valangin, principe di Châtellaillon, conte di Dunois, conte di Saint-Pol, governatore di Piccardia e poi di Normandia.

## Biografia
Discendente degli Hochberg, era figlio di Enrico I di Orléans-Longueville e di Caterina Gonzaga, figlia di Ludovico Gonzaga-Nevers (1539 – 1595). Egli non conobbe il padre, deceduto ad Amiens due giorni prima della sua nascita. Il re di Francia Enrico IV gli fu padrino.
Guidò la delegazione francese nelle trattative che condussero alla Pace di Vestfalia (maggio – ottobre 1648) che pose fine alla guerra dei trent'anni. Fu un esponente della Fronda sia nella sua prima fase (Fronda parlamentare) che in quella successiva (Fronda nobiliare).

## Matrimoni e successione
Sposò in prime nozze Luisa di Borbone-Soissons, figlia di Carlo di Borbone-Soissons (1566 – 1612) e di Anna di Montafià, dalla quale ebbe:
- Maria d'Orléans, (1625 – 1707) andata sposa a Enrico II di Savoia-Nemours;
- Luisa (1626 – 1628);
- un figlio (o figlia) deceduto subito dopo la nascita.

Il 2 giugno 1642 sposò in seconde nozze Anna Genoveffa di Borbone-Condé (1619 – 1679), sorella del Grand Condé, che divenne così duchessa di Longueville, e dalla quale ebbe quattro figli:
- Carlotta-Luisa (1644 – 1645), mademoiselle de Dunois;
- Giovanni Luigi (12 gennaio 1646 – 4 febbraio 1694), duca di Longueville;
- Maria-Gabriella (1646 – 1650);
- Carlo Parisio, (29 gennaio 1649 – 12 giugno 1672), duca di Longueville, d'Estouteville, sovrano di Neufchâtel e di Valangin, conte di Dunois e conte di Saint-Pol.[3]

## Ascendenza
|                                  |                     |                              | Genitori                       |  |  | Nonni |  |  | Bisnonni                        |  |  | Trisnonni                     |  |
|                                  |                     |                              |                                |  |  |       |  |  | Francesco d'Orléans-Longueville |  |  | Luigi I d'Orléans-Longueville |  |
|                                  |                     |                              |                                |  |  |       |  |  | Francesco d'Orléans-Longueville |  |  | Luigi I d'Orléans-Longueville |  |
|                                  |                     | Giovanna di Hochberg         |                                |  |  |       |  |  | Francesco d'Orléans-Longueville |  |  |                               |  |
| Léonor d'Orléans-Longueville     |                     |                              |                                |  |  |       |  |  | Francesco d'Orléans-Longueville |  |  |                               |  |
|                                  |                     | Jacqueline de Rohan-Gyé      | Charles de Rohan               |  |  |       |  |  |                                 |  |  |                               |  |
|                                  |                     | Jacqueline de Rohan-Gyé      | Charles de Rohan               |  |  |       |  |  |                                 |  |  |                               |  |
|                                  |                     | Jacqueline de Rohan-Gyé      | Jeanne de Saint-Séverin        |  |  |       |  |  |                                 |  |  |                               |  |
| Enrico I di Orléans-Longueville  |                     | Jacqueline de Rohan-Gyé      |                                |  |  |       |  |  |                                 |  |  |                               |  |
|                                  |                     | Francesco di Borbone-Vendôme | Francesco di Borbone-Vendôme   |  |  |       |  |  |                                 |  |  |                               |  |
|                                  |                     | Francesco di Borbone-Vendôme | Francesco di Borbone-Vendôme   |  |  |       |  |  |                                 |  |  |                               |  |
|                                  |                     | Francesco di Borbone-Vendôme | Maria di Lussemburgo-Saint-Pol |  |  |       |  |  |                                 |  |  |                               |  |
| Maria di Borbone                 |                     | Francesco di Borbone-Vendôme |                                |  |  |       |  |  |                                 |  |  |                               |  |
|                                  |                     | Adrienne d'Estouteville      | Jean III d'Estouteville        |  |  |       |  |  |                                 |  |  |                               |  |
|                                  |                     | Adrienne d'Estouteville      | Jean III d'Estouteville        |  |  |       |  |  |                                 |  |  |                               |  |
|                                  |                     | Adrienne d'Estouteville      | Jacqueline d'Estouteville      |  |  |       |  |  |                                 |  |  |                               |  |
| Enrico II di Orléans-Longueville |                     | Adrienne d'Estouteville      |                                |  |  |       |  |  |                                 |  |  |                               |  |
|                                  | Federico II Gonzaga | Francesco II Gonzaga         |                                |  |  |       |  |  |                                 |  |  |                               |  |
|                                  | Federico II Gonzaga | Francesco II Gonzaga         |                                |  |  |       |  |  |                                 |  |  |                               |  |
|                                  | Federico II Gonzaga | Isabella d'Este              |                                |  |  |       |  |  |                                 |  |  |                               |  |
| Ludovico Gonzaga-Nevers          | Federico II Gonzaga |                              |                                |  |  |       |  |  |                                 |  |  |                               |  |
|                                  |                     | Margherita Paleologa         | Guglielmo IX del Monferrato    |  |  |       |  |  |                                 |  |  |                               |  |
|                                  |                     | Margherita Paleologa         | Guglielmo IX del Monferrato    |  |  |       |  |  |                                 |  |  |                               |  |
|                                  |                     | Margherita Paleologa         | Anna d'Alençon                 |  |  |       |  |  |                                 |  |  |                               |  |
| Caterina di Nevers               |                     | Margherita Paleologa         |                                |  |  |       |  |  |                                 |  |  |                               |  |
|                                  |                     | Francesco I di Nevers        | Carlo II di Cleves Nevers      |  |  |       |  |  |                                 |  |  |                               |  |
|                                  |                     | Francesco I di Nevers        | Carlo II di Cleves Nevers      |  |  |       |  |  |                                 |  |  |                               |  |
|                                  |                     | Francesco I di Nevers        | Maria di Albret                |  |  |       |  |  |                                 |  |  |                               |  |
| Enrichetta di Nevers             |                     | Francesco I di Nevers        |                                |  |  |       |  |  |                                 |  |  |                               |  |
|                                  |                     | Margherita di Vendôme        | Carlo IV di Borbone-Vendôme    |  |  |       |  |  |                                 |  |  |                               |  |
|                                  |                     | Margherita di Vendôme        | Carlo IV di Borbone-Vendôme    |  |  |       |  |  |                                 |  |  |                               |  |
|                                  |                     | Margherita di Vendôme        | Francesca d'Alençon            |  |  |       |  |  |                                 |  |  |                               |  |
|                                  |                     | Margherita di Vendôme        |                                |  |  |       |  |  |                                 |  |  |                               |  |